# Abir Ibrahim Ali Nail
Abir Ibrahim Ali Nail es una deportista egipcia que compitió en levantamiento de potencia adaptado. Ganó dos medallas en los Juegos Paralímpicos de Verano, plata en Sídney 2000 y plata en Atenas 2004.

## Palmarés internacional
| Juegos Paralímpicos | Juegos Paralímpicos | Juegos Paralímpicos | Juegos Paralímpicos |
| Año                 | Lugar               | Medalla             | Categoría           |
| ------------------- | ------------------- | ------------------- | ------------------- |
| 2000                | Sídney (Australia)  | Medalla de plata    | –48 kg              |
| 2004                | Atenas (Grecia)     | Medalla de plata    | –52 kg              |